# Речан, Дорин Павлович
Дорин Павлович Речан (рум. Dorin Recean; род. 17 марта 1974, Дондюшаны, Молдавская ССР, СССР) — молдавский государственный и политический деятель. Премьер-министр Республики Молдова с 16 февраля 2023 года.
Заместитель министра информационных технологий и связи Республики Молдова с 29 января 2010 по 24 июля 2012 года. Министр внутренних дел Республики Молдова с 24 июля 2012 по 18 февраля 2015 года. Советник Президента Республики Молдова в области обороны и национальной безопасности, Секретарь Высшего совета безопасности Республики Молдова с 7 февраля 2022 по 22 февраля 2023 года.

## Биография
Родился 17 марта 1974 года в городе Дондюшаны Молдавской ССР.

### Образование
В 1996 году окончил Академию экономического образования Молдавии по специальности «юриспруденция в области управления международным бизнесом».
В 2000 году получил степень магистра делового администрирования в бельгийском отделении Международного университета Ньюпорта.
Владеет тремя иностранными языками: русским, английским и французским.

### Трудовая деятельность
С 1995 по 2002 год — консультант, менеджер по проектам и директор программы Агентства по реструктуризации предприятий.
С 2002 по 2010 год — директор по продажам и маркетингу TeleMedia Group, Concernul Milenium Grup.
С 29 января 2010 по 24 июля 2012 года — заместитель министра информационных технологий и связи Республики Молдова. Отвечал за внедрение биометрических паспортов в рамках плана по либерализации визового режима между Республикой Молдова и Европейским союзом.
С 24 июля 2012 по 18 февраля 2015 года — министр внутренних дел Республики Молдова в правительствах Владимира Филата и Юрия Лянкэ. Стал первым гражданским министром внутренних дел Республики Молдова.
С 2016 по 2022 год — работа в различных международных организациях консультантом в области анализа данных.
С 7 февраля 2022 по 22 февраля 2023 года — советник Президента Республики Молдова Майи Санду в области обороны и национальной безопасности, секретарь Высшего совета безопасности Республики Молдова.
10 февраля 2023 года Президентом Республики Молдова Майей Санду выдвинут кандидатом в премьер-министры Республики Молдова. 16 февраля 2023 года Парламент Республики Молдова утвердил Речана на должности премьера и предложенный им состав правительства.

## Правительство Речана
По инициативе Речана было создано министерство энергетики, которое возглавил Виктор Парликов. Были назначены новые министры инфраструктуры и регионального развития, министр финансов и министр юстиции; ликвидирована должность вице-премьер-министра по цифровому развитию путём присоединения к министерству экономики с образованием министерства экономического развития и цифровизации во главе с прежним министром экономики, повышенным до статуса вице-премьер-министра; министр сельского хозяйства и пищевой промышленности повышен до статуса вице-премьер-министра; министр инфраструктуры и регионального развития понижен до статуса министра; остальные члены предыдущего правительства Гаврилицы остались на своих должностях.
| Должность                                                                  | Имя                       | Партия                          | Дата назначения  | Дата освобождения |
| -------------------------------------------------------------------------- | ------------------------- | ------------------------------- | ---------------- | ----------------- |
| Премьер-министр                                                            | Дорин Речан               | Беспартийный                    | 16 февраля 2023  |                   |
| Вице-премьер-министры                                                      |                           |                                 |                  |                   |
| Вице-премьер министр, министр иностранных дел                              | Николай Попеску           | ПДС                             | 16 февраля 2023  | 29 января 2024    |
| Вице-премьер министр, министр иностранных дел                              | Михаил Попшой             | ПДС                             | 29 января 2024   |                   |
| Вице-премьер-министр, министр сельского хозяйства и пищевой промышленности | Владимир Боля             | ПДС                             | 16 февраля 2023  |                   |
| Вице-премьер-министр, министр экономического развития и цифровизации       | Дмитрий Алайба            | ПДС                             | 16 февраля 2023  |                   |
| Вице-премьер-министр по европейской интеграции                             | Кристина Герасимов        | Беспартийная                    | 5 февраля 2024   |                   |
| Вице-премьер-министр по реинтеграции                                       | Олег Серебрян             | Беспартийный                    | 16 февраля 2023  |                   |
| Министры                                                                   |                           |                                 |                  |                   |
| Министр финансов                                                           | Вероника Сирецяну         | Беспартийная                    | 16 февраля       | 27 сентября 2023  |
| Министр финансов                                                           | Пётр Ротару               | Беспартийный                    | 28 сентября 2023 |                   |
| Министр здравоохранения                                                    | Алла Немеренко            | Беспартийная                    | 16 февраля 2023  |                   |
| Министр юстиции                                                            | Вероника Михайлова-Морару | Беспартийная                    | 16 февраля 2023  |                   |
| Министр внутренних дел                                                     | Анна Ревенко              | Беспартийная                    | 16 февраля 2023  | 14 июля 2023      |
| Министр внутренних дел                                                     | Адриан Ефрос              | Беспартийный                    | 17 июля 2023     |                   |
| Министр обороны                                                            | Анатолий Носатый          | Беспартийный                    | 16 февраля 2023  |                   |
| Министр инфраструктуры и регионального развития                            | Лилия Дабижа              | Беспартийная                    | 16 февраля 2023  | 14 июля 2023      |
| Министр инфраструктуры и регионального развития                            | Андрей Спыну              | ПДС                             | 17 июля 2023     |                   |
| Министр образования и исследований                                         | Анатолий Топалэ           | Беспартийный                    | 16 февраля 2023  | 14 июля 2023      |
| Министр образования и исследований                                         | Дан Перчун                | ПДС                             | 17 июля 2023     |                   |
| Министр культуры                                                           | Сергей Продан             | Беспартийный                    | 16 февраля 2023  |                   |
| Министр труда и социальной защиты                                          | Алексей Бузу              | Беспартийный                    | 16 февраля 2023  |                   |
| Министр окружающей среды                                                   | Родика Иорданова          | Беспартийная                    | 16 февраля 2023  |                   |
| Министр энергетики                                                         | Виктор Парликов           | Беспартийный                    | 16 февраля 2023  |                   |
| Члены правительства по должности                                           |                           |                                 |                  |                   |
| Башкан Гагаузии                                                            | Ирина Влах                | Беспартийная                    | 16 февраля 2023  | 19 июля 2023      |
| Башкан Гагаузии                                                            | Евгения Гуцул             | «Шор» (до 2023-го) Беспартийная | 19 июля 2023     |                   |

## Семья
Женат, супруга — Стелла Речан, двое детей.

## Награды
- Орден «Трудовая слава» (23 июля 2014) — в знак высокой признательности за вклад в проведение реформ, основанных на европейских ценностях и стандартах, за особые заслуги в обеспечении ведения переговоров, подписания и ратификации Соглашения об ассоциации между Республикой Молдова и Европейским Союзом, оказание содействия в либерализации визового режима в государствах-членах ЕС и в Шенгенской зоне и активное участие в повышении престижа страны на международной арене[12]